# アイドールズ!
『アイドールズ！』（IDOL Survival）は、シンエイ動画制作による日本のテレビアニメ作品。3DCGアニメ作品。
2021年1月から3月までBS朝日『アニメA』にて金曜23時 - 23時10分に放送された。

## ストーリー
空席祭りなアイドルがキャパ100人のライブハウス「ほいほいホール」を満席にするために奮闘する、10日間の熱くてゆるい物語である。

## 登場人物
あいな
声 - 留冬藍名
3月6日生まれの20歳。兵庫県出身。A型。
真面目であるまとめ役であり、優しすぎることから甘い性格である。
常識から外れたメンバーの発想に対しては、戸惑っており、すぐに感動している。
イメージカラーは赤。
あみ
声 - 水野亜美
6月4日生まれの20歳。広島県出身。O型。
普段から考えることよりも先に動いている。
飽きっぽい性格であり、日雇いアルバイトが多く見られるが、アイドル活動は継続している。
イメージカラーは青。
しおり
声 - 花岡志織
9月7日生まれの19歳。茨城県出身。B型。
可愛いが、毒を吐く性格。
空気を読むことがなく自由に行動しているが、可愛いことを機に許されている。
イメージカラーはピンク。
るか
声 - 屋代瑠花
8月8日生まれの22歳。栃木県出身。AB型。
クールかつミステリアスな性格。
クールな外見および口調が知的に見られているが、思考回路が常人離れであることから斜め上の発言が多く見られている。
イメージカラーは黄色。
置物
声 - 神尾晋一郎

## スタッフ
- 原作・制作 - シンエイ動画[5]
- 監督・演出 - 中野翔太[5]
- シリーズ構成・脚本 - 宮本武史[5]
- キャラクター原案 - 渡会けいじ[5]
- 3DCGデザイン - 久保田将司[5]
- 制作協力 - Ray[5]
- キャスティング - 81プロデュース[5]
- 音楽プロデューサー - 木皿陽平[5]
- 音楽制作 - Stray Cats[5]
- 音楽制作協力 - APDREAM、HANO[5]
- ダンス振り付け - 新垣寿子[5]
- プロデューサー - 廣川浩二
- 製作 - シンエイ動画、81プロデュース、Ray、BS朝日

## 主題歌
「WE ARE THE ONE」
あいな（留冬藍名）、あみ（水野亜美）、しおり（花岡志織）、るか（屋代瑠花）で構成された「アイドールズ！」によるオープニングテーマ。作詞・作曲・編曲は藤井健太郎。
「夢みてさめても」
アイドールズ！によるエンディングテーマ。作詞・作曲・編曲は藤井健太郎。
「Special Story」
アイドールズ！による劇中歌。作詞は叶人、作曲・編曲は日直伸次と新田目駿。
「アイドールズ！〜はじまりのうた〜」
本作のテーマソング。作詞は相馬絵梨子、作曲はスキャット後藤、仮歌は彩夏子。

## 各話リスト
| 話数   | サブタイトル           | 初放送日      |
| ------ | ---------------------- | ------------- |
| Day 1  | 空席アイドル           | 2021年 1月8日 |
| Day 2  | カミングアウトアイドル | 1月15日       |
| Day 3  | チラシ配りアイドル     | 1月22日       |
| Day 4  | 特典アイドル           | 1月29日       |
| Day 5  | 職業アイドル           | 2月5日        |
| Day 6  | 人気格差アイドル       | 2月12日       |
| Day 7  | イロモノアイドル       | 2月19日       |
| Day 8  | 記者会見アイドル       | 2月26日       |
| Day 9  | 卒業アイドル           | 3月5日        |
| Day 10 | 満席アイドル           | 3月12日       |

## 放送局
2021年1月8日から3月12日までBS朝日『アニメA』にて金曜23時 - 23時10分に放送された。放送前週の1月1日23時 - 23時30分には事前特番が放送された。
インターネットでは2021年1月9日0時以降、アニマックスOD・プレミアムVOD、ひかりTV、ニコニコ動画、ABEMA、Amazonプライム・ビデオ、dアニメストア、FOD、GYAO!、HAPPY！動画、J:COMオンデマンド、みるプラス、TELASA、auスマートパスプレミアム、TSUTAYA TV、U-NEXT、アニメ放題、バンダイチャンネル、ビデオマーケット、GYAO!ストア、music.jp、DMM.com、ココロビデオ、ふらっと動画、楽天TVにて順次配信開始。

## Web番組
『アイドールズ！のすたでぃ4U』（アイドールズのすたでぃフォーユー）は、2020年10月3日からYouTube Live及びニコニコ生放送にて毎月第1土曜日の20時から21時に配信されている動画番組。毎月81プロデュースの声優1名をMCに進行している。また、アニメの配信に合わせて、各話放送後にラジオ番組『アイドールズのすたでぃ4U！ラジオ出張版』が配信される（ニコニコ生放送のアニメ本放送では、本編とラジオ出張版を連結して配信）。2021年4月4日からは『アイドールズのねくすと4U!』にリニューアル。隔週配信となり、実写で行われる。
『アイドールズ！ 生放送』は、2020年10月4日からYouTube Live及びニコニコ生放送にて毎週日曜日の20時から（終了時間不定）配信されている動画番組。毎週メインキャスト2名がゲーム実況等に挑戦。

## アイドールズプロジェクト
『アイドールズ！』のメインキャスト4名はオーディション企画「アイドールズプロジェクト」出身の新人声優である。
アイドールズプロジェクト（通称はアイプロ）はシンエイ動画と81プロデュースが共同で2019年4月に開設したYouTubeチャンネル「What 声 You?」のメインコンテンツである。アイドールズプロジェクトは同年5月30日の公開キックオフイベントから始まり、複数のステージを経て、2020年3月31日の最終審査公開オーディションまで続き、81プロデュースの養成所生など84名から4名が選ばれた。